# Dênis Derkian
Denis Derquiaskian (Curitiba, 7 de fevereiro de 1957) é um ator brasileiro de ascendência armênia.

## Carreira

### Televisão
| Ano  | Título                        | Personagem                | Nota                       | Emissora        |
| ---- | ----------------------------- | ------------------------- | -------------------------- | --------------- |
| 1978 | João Brasileiro, o Bom Baiano | Tarcísio                  |                            | TV Tupi         |
| 1978 | Aritana                       | Duda                      |                            | TV Tupi         |
| 1979 | Dinheiro vivo                 | Carlinhos                 |                            | TV Tupi         |
| 1980 | As Três Marias                | Antônio                   |                            | TV Globo        |
| 1981 | Ciranda de Pedra              | Conrado                   |                            | TV Globo        |
| 1981 | Viva o Gordo                  | Vários Personagens        |                            | TV Globo        |
| 1982 | Iaiá Garcia                   | Jorge                     |                            | TV Cultura      |
| 1982 | Destino                       | Rafael                    |                            | SBT             |
| 1983 | Voltei pra Você               | Dudu                      |                            | TV Globo        |
| 1984 | Meus Filhos, Minha Vida       | André                     |                            | SBT             |
| 1984 | Anarquistas, Graças a Deus    | Zé do Rosário             |                            | TV Globo        |
| 1986 | Roda de Fogo                  | Luís Otávio               |                            | TV Globo        |
| 1986 | Memórias de um Gigolô         | Tavinho                   |                            | TV Globo        |
| 1986 | Sinhá Moça                    | Renato                    |                            | TV Globo        |
| 1988 | Fera Radical                  | Garçom                    |                            | TV Globo        |
| 1988 | Chapadão do Bugre             | Tancredinho               |                            | TV Bandeirantes |
| 1989 | O Salvador da Pátria          | Delegado Arnaldo          |                            | TV Globo        |
| 1995 | Sangue do meu sangue          | Evaldo Paranhos           |                            | SBT             |
| 1996 | A Última Semana               | Jesus Cristo              |                            | CNT             |
| 1996 | Irmã Catarina                 | Marco                     |                            | CNT             |
| 1996 | Ele Vive                      | Jesus Cristo              |                            | CNT             |
| 1998 | Estrela de Fogo               | Amadeu                    |                            | Rede Record     |
| 1999 | Tiro e Queda                  | Vítor                     |                            | Rede Record     |
| 2001 | Amor e Ódio                   | Leandro Rodrigues         |                            | SBT             |
| 2001 | O Direito de Nascer           | Dom Ricardo de Monteverde |                            | SBT             |
| 2002 | Pequena Travessa              | Geraldo                   |                            | SBT             |
| 2005 | Meu Cunhado                   | Mr. Paul                  | Episódio: "Sambari Móveis" | SBT             |
| 2007 | Sem Controle                  | Vários                    |                            | SBT             |
| 2008 | Duas Caras                    | Carvalho                  |                            | TV Globo        |
| 2010 | Na Forma da Lei               | Artur                     | Episódio: "Maratona"       | TV Globo        |
| 2011 | Malhação                      | Sargento Guerra           |                            | TV Globo        |
| 2011 | Insensato Coração             | Gomes                     |                            | TV Globo        |
| 2011 | Tribunal na TV                | Juiz                      | 3 episódios                | TV Bandeirantes |
| 2015 | Supletivo do Céu              | Col. Leoclides Tupinambá  |                            | TV Aparecida    |
| 2022 | Jogo da Corrupção             | Faustine Havelange        | Episódio: "Call Me João"   | Amazon Prime    |

### Cinema
| Ano  | Título                                  | Personagem  |
| ---- | --------------------------------------- | ----------- |
| 1977 | Noite em Chamas                         | Sérgio      |
| 1979 | Os Imorais                              | Ronaldo     |
| 1979 | A Noite dos Imorais                     | Carlos      |
| 1979 | Mulher, Mulher                          | Luiz Carlos |
| 1979 | Histórias que Nossas Babás Não Contavam | Príncipe    |
| 1980 | Ariella                                 | Clécio      |
| 1981 | A Intimidade de Duas Mulheres           |             |
| 1982 | Tchau, Amor                             |             |
| 1982 | O Fuscão Preto                          | Marcelo     |
| 1982 | Alguém                                  | Júnior      |
| 1984 | Erótica, a Fêmea Sensual                | Marcelo     |
| 1995 | Eternidade                              | Juvenal     |
| 1997 | Mary Jane                               |             |
| 2015 | O Curto Adeus                           | Pastor      |
| 2017 | Real: O Plano por Trás da História      | Serjão      |
| 2020 | O Braço Direito                         | Anselmo     |

### Filhos
Rodrigo Thiré
Camila Thiré
Leonardo Derquiaskian